# الجدول الزمني للحرب الأهلية الجزائرية
الحرب الأهلية الجزائرية كانت صراعًا في الجزائر، ابتداءً من عام 1991 واستمرت إلى حد كبير حتى الوقت الحاضر.

## 1991
- 27 تشرين الثاني (نوفمبر) - قام اثنان من الإسلاميين الذين قاتلوا في أفغانستان، عيسى المسعودي وعبد الرحمن دهان، بمهاجمة موقع حدودي في غيمار، مما أسفر عن مقتل الجنود وإعلان الحرب.
- 26 ديسمبر - الجولة الأولى من الانتخابات البرلمانية ؛ فازت جبهة الإنقاذ الإسلامي بـ 188 مقعدًا من أصل 232 مقعدًا (من أصل 429) مقعدًا تم تحديدها في الاقتراع الأول، مما يجعلها متقدمة جدًا على أي حزب آخر. فاز حزب جبهة القوى الاشتراكية بـ 25 مقعدًا، بينما حصل الحزب الحاكم السابق، جبهة التحرير الوطني، على 15 مقعدًا فقط.

## 1992
- 10 يناير - تم إلغاء الجولة الثانية من الانتخابات التشريعية الجزائرية. الرئيس الشاذلي بن جديد استقال.
- 14 يناير - تم الإعلان عن تولي مجلس الدولة الأعلى المدعوم من الجيش (HCE) المسؤولية.
- 16 يناير / كانون الثاني - المجاهد محمد بوضياف يعود ويُعطى قيادة الهيئة.
- 22 يناير - اعتقال عضو بارز في جبهة الإنقاذ الإسلامي عبد القادر حشاني.
- 9 فبراير - إعلان حالة الطوارئ.
- 4 مارس -حل حزب الجبهة الاسلامية للانقاذ بقرار من الحكومة.
- 29 يونيو - اغتيال محمد بوضياف. شغل دوره علي كافي.
- 12 يوليو - حكم على زعيم جبهة الإنقاذ الإسلامي عباسي مدني وعلي بلحاج بالسجن لمدة 12 سنة.
- 26 أغسطس - قصف مطار الجزائر العاصمة ؛ 9 وفيات و 128 جريحا.

## 1993
- 27 مارس - قطعت الجزائر العلاقات الدبلوماسية مع السودان وإيران، متهمة إياهم بدعم الإرهاب في الجزائر
- 26 أيار / مايو - اغتيال الكاتب المناهض للإسلام الطاهر جعوط. توفي متأثرا بجراحه بعد فترة وجيزة، في 2 يونيو.
- 22 آب (أغسطس) - اغتيال رئيس الوزراء الأسبق قاصدي مرباح. تتهم الحكومة الجماعة الإسلامية المسلحة، بينما تتهم جبهة الإنقاذ الإسلامي الحكومة.
- 1 كانون الأول (ديسمبر) - الموعد النهائي الذي أعلنت بعده الجماعة الإسلامية المسلحة أنها ستعتبر جميع الأجانب المتبقين في الجزائر أهدافًا.

## 1994
- 30 يناير - تولي اليامين زروال رئاسة المجلس الأعلى للدولة.
- 10 مارس - هروب سجناء سجن تازولت. رجال حرب العصابات هاجموا السجن وأطلقوا سراح حوالي 1 000 سجين. في نفس اليوم، تم اغتيال الكاتب المسرحي عبد القادر علولة.
- 27 أغسطس - إغلاق الحدود المغربية.
- 29 سبتمبر - اغتيال مغني الراي الشاب حسني.
- 14 نوفمبر - مذبحة سجن البرواقية.
- 24 ديسمبر - الجماعة الإسلامية المسلحة تختطف طائرة الخطوط الجوية الفرنسية رقم 8969.
- 27 ديسمبر - شركات الطيران الأجنبية الرئيسية توقف رحلاتها إلى الجزائر.

## 1995
- 14 يناير - وقع ممثلو FIS وFFS وFLN (وبعض الأحزاب الأصغر) على منصة سانت إيجيديو في روما، ورؤوا أنها بمثابة مخطط لإنهاء الصراع. وجدت الحكومة الجزائرية أن أحكامها غير مقبولة ولم توقع.
- 21 فبراير - تمرد سجن سركاجي ؛ 4 حراس و96 سجينًا قُتلوا خلال يوم ونصف، بعد محاولة هروب وتمرد في سجن شديد الحراسة للأشخاص المتهمين بالإرهاب أو المدانين به.
- 16 نوفمبر - انتخاب اليامين زروال رئيسا للبلاد.

## 1996
- 21 مايو - قطع رأس الرهبان الفرنسيون السبعة رهبان تيبحيرن.
- 16 يوليو - مقتل زعيم الجماعة الإسلامية المسلحة جمال زيتوني في كمين. عنتر الزوابري يتولى الحكم.

## 1997
- 3 أبريل - مذبحة ثاليت ؛ جميع باستثناء 53 من سكان ثاليت قتلوا على أيدي العصابات.
- 22 أبريل - مذبحة حوش خميستي. مقتل 93 قرويا.
- 23 أبريل - مذبحة العمارية في الجزائر. قتل 42 قرويا.
- 5 يونيو - الانتخابات البرلمانية. الموالية للحكومة التي تم إنشاؤها حديثا RND يأتي أولا، مع 156/380 مقعدا، تلتها الإسلامي حركة مجتمع السلم MSP) 69) والحزب الواحد سابقا جبهة التحرير الوطني (62)؛ هؤلاء الثلاثة الأوائل يشكلون حكومة ائتلافية. يبقى زروال رئيسا.
- 16 يونيو - دايريت لابجير. قتل حوالي 50 شخصا.
- 27 يوليو - مذبحة سي زروق. حوالي 50 شخصا قتلوا.
- 3 أغسطس - مذبحة وادي الحد ومزواره. مقتل 40-76 قرويا.
- 20 أغسطس - مذبحة سوهان. أكثر من 60 شخصا قتلوا وخطف 15.
- 26 أغسطس - مذبحة بني علي. قتل 60-100 شخص.
- 29 أغسطس - مذبحة الرايس. أكثر من 98 (وربما ما يصل إلى 400) قتلوا.
- 1 سبتمبر - انتقل زعيم جبهة الإنقاذ الإسلامي عباسي مدني من السجن إلى الإقامة الجبرية. وما زال علي بلحاج في السجن.
- 5 سبتمبر - مذبحة بني مسوس. أكثر من 87 قتلوا.
- 19 سبتمبر - مذبحة القلب الكبير. 53 قتيل.
- 21 سبتمبر - أعلنت الجبهة الإسلامية للإنقاذ وقفا لإطلاق النار من جانب واحد.
- 22 سبتمبر - مجزرة بن طلحة ؛ قتل أكثر من 200 قروي.[1]
- 27 سبتمبر - مقتل 11 معلمة ومعلم في قرية عين آذن ولاية سيدي بلعباس على يد الذيب الجيعان
- 12 أكتوبر - مذبحة سيدي داود ؛ قتل 43 عند حاجز طريق وهمية.
- 27 نوفمبر - مذبحة سوهان الثانية ؛ 25 قتيلاً
- 24 ديسمبر - مذبحة سيد العنتري. قتل 50-100 قروي.
- 30 ديسمبر - مذابح ولاية غليزان في 30 ديسمبر 1997 : قتل ما يصل إلى 400 شخص في أربع قرى بولاية غليزان.

## 1998
- 4 يناير - مذبحة ولاية غليزان في 4 يناير 1998 ؛ أكثر من 170 قتلوا في ثلاث قرى نائية.
- 11 يناير - مذبحة سيدي حامد. أكثر من 100 شخص قتلوا.
- 26 مارس - مذبحة وادي بوعيشة. مقتل 52 شخصًا بالفؤوس والسكاكين، 32 منهم من الأطفال دون سن الثانية.
- 25 يونيو - اغتيال المغني معطوب الوناس.
- 14 سبتمبر - تشكل الجماعة السلفية للدعوة والقتال فصيل ينفصل عن الجماعة الإسلامية المسلحة بسبب سياستها في المجزرة.
- 8 ديسمبر - مذبحة تاجينا. قتل 81 قرويا.[1]

## 1999
15 أبريل - انتخب عبد العزيز بوتفليقة رئيسا، وجميع المرشحين الآخرين انسحبوا بدعوى التزوير.
5 يونيو - الجبهة الإسلامية للإنقاذ توافق من حيث المبدأ على حل وبدء التفاوض على العفو عن مقاتليها.
22 نوفمبر - اغتيال عضو كبير في الجبهة الاسلامية للانقاذ عبد القادر حشاني.

## 2000
- 11 يناير - اختتمت الجبهة الإسلامية للإنقاذ مفاوضاتها مع الحكومة من أجل العفو وحلها.

## 2001
- 23 سبتمبر - أمر الرئيس التنفيذي جورج دبليو بوش الأمر التنفيذي 13224 بتجميد أصول الجماعة الإسلامية المسلحة والجماعة السلفية للدعوة والقتال كمجموعات إرهابية.

## 2002
- 8 فبراير - مقتل عنتر الزوابري، قائد الجماعة الإسلامية المسلحة، في مسقط رأسه بوفاريك.

## 2003
- 2 يوليو - الإفراج عن زعيم جبهة الإنقاذ الإسلامي عباسي مدني وعلي بلحاج، بعد أن قضيا عقوبة بالسجن لمدة 12 عامًا.
- 23 أكتوبر - أعلن زعيم الجماعة السلفية للدعوة والقتال نبيل صحراوي (بعد أن تولى الحكم من حسن حطاب) أن مجموعته «تدعم بقوة وبشكل كامل جهاد أسامة بن لادن ضد أمريكا الزنديق وكذلك ندعم إخواننا في أفغانستان والفلبين والشيشان».

## 2004
20 يونيو - الحكومة تعلن مقتل رئيس الجماعة السلفية للدعوة والقتال نبيل صحراوي. خلفه أبو مصعب عبد الودود.
يوليو - مقتل زعيم الجماعة الإسلامية المسلحة رشيد أبو طراب، حسب بيان لوزارة الداخلية في يناير 2005.

## وصلات خارجية
- التسلسل الزمني لمأساة الجزائر (11 يناير 1992 - 11 يناير 2002)